# John Greig
John Greig MBE (Edimburgo, Escócia, 11 de setembro de 1942) é um ex-jogador profissional escocês que jogou como zagueiro. Ele passou toda a sua carreira no Rangers, como jogador, treinador e diretor. Greig foi eleito "O maior Ranger da história" em 1999 pelos torcedores do clube e foi eleito para o Hall da Fama do Rangers. 

## Carreira como jogador

### Juventude
Greig jogou futebol durante sua infância no United Crossroads Boys Club de Edimburgo, sob a supervisão de Eric Gardiner, e apoiado pelo Hearts quando criança. Não se sabe se Hearts mostrou algum interesse em contratá-lo. Bob McAuley contratou Greig para o Rangers e, apesar de sua relutância inicial, Greig obedeceu às instruções de seu pai. No entanto, depois de assistir a uma partida entre Rangers e Hibernian em Easter Road, onde os testemunhou a vitória por 6–1, ele estava convencido a mudança estava certa.